# Sierra Leone Refugee All Stars (film)
Pour plus de détails, voir Fiche technique et Distribution.
Sierra Leone Refugee All Stars est un film documentaire sur le groupe musical du même nom composé entièrement de réfugiés de Freetown déplacés en Guinée pendant la guerre civile de 1991-2002 en Sierra Leone.
Le film suit le groupe pendant trois ans alors qu'ils sont relocalisés entre différents camps de réfugiés en Guinée, et se conclut par leur retour à Freetown et l'enregistrement de leur premier album studio, Living Like a Refugee.
Il a été initialement créé en novembre 2005 à Los Angeles au Film Fest de l'American Film Institute, remportant le Grand Prix du Jury du meilleur documentaire. Il a ensuite été diffusé dans l'émission de télévision américaine PBS POV en juin 2007.

## Synopsis
Le leader du groupe, Reuben Koroma, et sa femme Grace ont fui la violence en Sierra Leone, se retrouvant dans le camp de réfugiés de Kalia en Guinée. Là, ils ont rencontré Franco John Langba, un ami de la scène musicale de Freetown. Ils ont commencé à faire de la musique ensemble. Plus tard, lorsqu'ils ont été transférés au camp éloigné de Sembakounya, ils ont trouvé trois autres musiciens - Arahim ("Jah Voice"), Mohammed Bangura et Alhadji Jeffrey Kamara ("Black Nature") - et quelques instruments et équipements, et le groupe a été formé. . C'est dans ce camp qu'ils ont été découverts par les cinéastes américains Zach Niles et Banker White, et l'auteur-compositeur-interprète canadien Chris Valen en août 2002. Avec l'aide de l'Agence des Nations Unies pour les réfugiés, ils se préparent à visiter les autres camps de réfugiés. Niles et White ont suivi. Finalement, le groupe retourne à Freetown pour enregistrer son premier album, Living Like a Refugee.

## Réception
Daniel Gold a écrit dans le New York Times de la diffusion du POV : "L'histoire racontée ici est simple et finalement triomphante". Vanessa Juarez du magazine Newsweek a fait l'éloge de son "histoire convaincante".

## Médias domestiques
Il est sorti sur DVD pour la région 1 le 14 août 2007.